# Buskerud
Buskerud Fylke [ˈbʉskəɾʉː]IPA je územněsprávní jednotka v jihovýchodním Norsku. Správním centrem území je město Drammen. Počet obyvatel dosáhl roku 2015 k 274 737. Rozloha kraje je 14 911 km². Buskerud hraničí na severu a severovýchodě s Innlandetem, na východě s krajem Akershus a Oslo, na jihu s Vestfoldem, na jihozápadě s Telemarkem, na západě s Vestlandem. Na jihovýchodě dosahoval Buskerud až k Oslofjordu.
1. ledna 2020 vznikl kraj Viken sloučením dvou do té doby samostatných krajů Akershus, Buskerud a Østfold. K reorganizaci územního uspořádání došlo na základě rozhodnutí norského parlamentu (Stortinget) ze dne 8. června 2017. K 1. lednu 2024 byl kraj Viken rozpuštěn a byly obnoveny původní kraje Akershus, Buskerud a Østfold.
Území kraje je odvodňováno k jihu řekami Dramselv a Lagen. Při východní hranici protéká územím Begna a Ranselva, které se po soutoku u Hønefossu vlévají do jezera Tyrifjorden jako Storelva. Na severozápadě se zvedají pohoří Hallingskarvet a Reineskarvet.
Správní město Drammen je důležitou silniční křižovatkou, protínají se zde silnice E18 a E134, podobně jako Hønefoss, kde se kříží silnice E16 s dalšími silnicemi vedoucími z anebo do Osla.

## Obce
- Drammen
- Flesberg
- Flå
- Gol
- Hemsedal
- Hol
- Hole
- Kongsberg
- Krødsherad
- Lier
- Modum
- Nesbyen
- Nore og Uvdal
- Ringerike
- Rollag
- Sigdal
- Øvre Eiker
- Ål